# Бенгт Готфрид Форселијус
Бенгт Готфрид Форселијус (ест. Bengt Gottfried Forselius; Падисе, око 1660 – Балтичко море, 16. новембар 1688) био је естонски лингвиста и реформатор етонског језика. Сматра се оснивачем естонског школства и аутором првог естонског буквара. Реформисао је фонетски систем естонског језика по принципу „једно слово, један глас”.
Форселијус је потицао из породице естонских Швеђана, а његов отац Јохан Форселијус био је лутерански свештеник, а у Естонију се доселио из Финске. Основно образовање стекао је у шведској гимназији у Ревалу (данашњем Талину), да би потом студирао право на Универзитету у Витенбергу у Немачкој. По повратку у Талин 1684. оснива учитељску школу чији циљ је било оспособљавање учитељског кадра за даље учење естонског језика. Његов буквар естонског језика у наставу у естонским школама званично је ушао 1686. године. Активно је учестовао у отварању школа широм земље. За релативно кратког живота основао је укупно 46 естонских школа које је похађало преко 1.000 ученика. Погинуо је у 28. години живота у бродолому на Балтику приликом повратка из Стокхолма.